# 합천 악견산성
합천 악견산성(陜川 嶽堅山城)은 대한민국 경상남도 합천군 대병면에 있는 산성이다. 1999년 8월 6일 경상남도의 기념물 제218호로 지정되었다.

## 개요
이 성은 자연 암벽을 이용하여 산꼭대기 부분을 빙 둘러쌓은 테뫼식 산성이다. 1469년(예종 원년)에 편찬된 『경상도속찬지리지』(慶尙道續撰地理志)에 의하면 이 성은 1439년(세종 21)에 쌓았다고 한다. 또 1481년(성종 12)에 편찬된 『동국여지승람』(東國輿地勝覽)에는 “악견산성은 돌로 쌓았는데, 둘레가 2,008척(약 660m)이다.”라고 기록되어 있다. 그리고 이후 임진왜란 때인 1594년(선조 27)에 곽재우(郭再祐, 1552～1617) 장군이 성주목사(星州牧使)로 있으면서 도체찰사(都體察使)* 유성룡(柳成龍, 1542～1607)의 지시로 다시 보수하였다고 한다.
성벽은 일부 허물어진 곳도 있으나, 비교적 양호한 상태로 남아 있다. 성벽의 높이는 2.7m 정도이고, 산꼭대기의 평탄한 지역에 건물을 세웠던 자리가 남아 있다. 조선시대의 성곽 축성 방식으로 쌓여진 산성으로 이 분야 연구에 많은 도움이 되는 자료이다.

## 참고 자료
- 합천 악견산성 - 국가유산청 국가유산포털